# 北旅籠町西
北旅籠町西（きたはたごちょうにし）は、大阪府堺市堺区にある地名。2024年現在の行政地名は北旅籠町西一丁から北旅籠町西三丁。住居表示は実施済。

## 地理
堺区の北部に位置する。東は北旅籠町東、北は北半町西、西は三宝町、南は桜之町西に接する。東から順に一丁から三丁がある。

### 河川
- 内川

## 歴史

### 沿革
- 1872年（明治5年）、中浜一丁目・小桜町・山伏町・梅ヶ香町・蛤町より北旅籠町西成立。堺町のうち。
- 1879年（明治12年）、郡区町村編成法施行により、堺区の所属となる。
- 1889年（明治22年）、市制施行により、堺市の所属となる。
- 1969年（昭和44年）、北旅籠町の一部を編入[6]。
- 2006年（平成18年）、堺市が政令指定都市に移行し、行政区を設置。北旅籠町西は堺区の所属となる。

## 世帯数と人口
2024年（令和6年）4月30日現在の世帯数と人口は以下の通りである。
| 丁             | 世帯数  | 人口  |
| -------------- | ------- | ----- |
| 北旅籠町西一丁 | 90世帯  | 149人 |
| 北旅籠町西二丁 | 50世帯  | 94人  |
| 北旅籠町西三丁 | 153世帯 | 257人 |
| 計             | 293世帯 | 500人 |

### 人口の変遷
国勢調査による人口の推移。
| 1995年（平成7年）  | 684人 | [ 7 ]  |  |
| 2000年（平成12年） | 614人 | [ 8 ]  |  |
| 2005年（平成17年） | 556人 | [ 9 ]  |  |
| 2010年（平成22年） | 517人 | [ 10 ] |  |
| 2015年（平成27年） | 485人 | [ 11 ] |  |
| 2020年（令和2年）  | 495人 | [ 12 ] |  |

### 世帯数の変遷
国勢調査による世帯数の推移。
| 1995年（平成7年）  | 261世帯 | [ 7 ]  |  |
| 2000年（平成12年） | 259世帯 | [ 8 ]  |  |
| 2005年（平成17年） | 242世帯 | [ 9 ]  |  |
| 2010年（平成22年） | 241世帯 | [ 10 ] |  |
| 2015年（平成27年） | 231世帯 | [ 11 ] |  |
| 2020年（令和2年）  | 249世帯 | [ 12 ] |  |

## 学区
市立小・中学校に通う場合、学区は以下の通りとなる。
| 丁             | 番   | 小学校           | 中学校           |
| -------------- | ---- | ---------------- | ---------------- |
| 北旅籠町西一丁 | 全域 | 堺市立錦西小学校 | 堺市立月州中学校 |
| 北旅籠町西二丁 | 全域 | 堺市立錦西小学校 | 堺市立月州中学校 |
| 北旅籠町西三丁 | 全域 | 堺市立錦西小学校 | 堺市立月州中学校 |

## 事業所
2021年（令和3年）現在の経済センサス調査による事業所数と従業員数は以下の通りである。
| 丁             | 事業所数 | 従業員数 |
| -------------- | -------- | -------- |
| 北旅籠町西一丁 | 9事業所  | 41人     |
| 北旅籠町西二丁 | 6事業所  | 13人     |
| 北旅籠町西三丁 | 9事業所  | 29人     |
| 計             | 24事業所 | 83人     |

## 交通

### 道路
- 大道筋（堺市道並松綾之西1号線）

## 施設・史跡
- 堺鉄砲館
- 旧鉄砲鍛冶屋敷（井上関右衛門家住宅、堺市指定有形文化財）
- 旧商家内田家住宅
- 清学院（国登録有形文化財）
- 河口慧海生家跡

## 郵便
- 郵便番号：590-0928[3]（集配局：堺郵便局[15]）。